# فیلتر سیگار

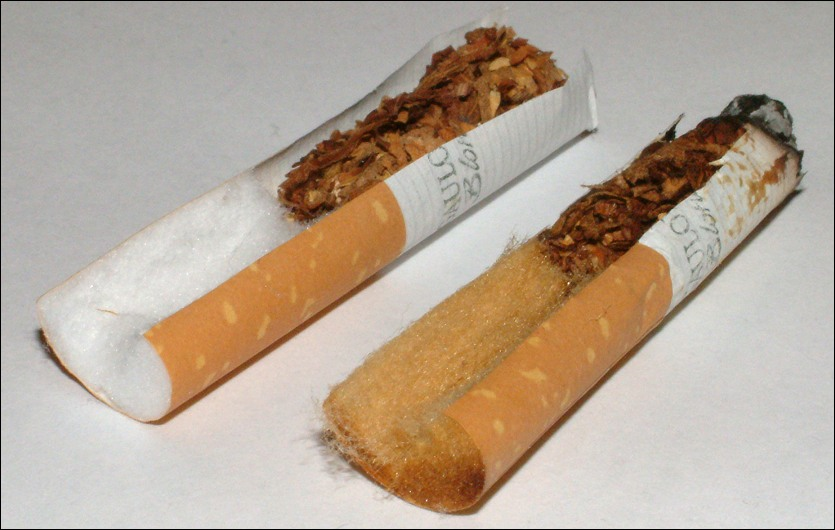
فیلتر یک سیگار نو و یک سیگاراستفاده شده. فیلترها طوری طراحی شده‌اند که هنگام استفاده رنگشان قهوه‌ای شده و این توهم را ایجاد کنند که در کاهش ضرر سیگار مؤثر هستند.

فیلتر سیگار بخشی از سیگار است که به همراه کاغذ سیگار، کپسول و چسب در اوایل دهه ۱۹۵۰ معرفی شد. فیلتر موجب کمتر شدن تاثیرات سیگار بر سلامتی نمی‌شود. در بعضی از انواع، فیلتر سیگار ممکن است از الیاف استات سلولز، کاغذ یا کربن فعال ساخته شده باشد. رزینهای فنل-فرمالدئی ماکروپروس و آزبست نیز در فیلترهای سیگار استفاده شده‌است. استات و کاغذ با احتباس ذرات (فیلتراسیون) فاز دود ذرات و کربن ریز تقسیم شده، فاز گازی را اصلاح می‌کند (جذب سطحی).